# Ford Shelby GR-1
Ford Shelby GR-1 – samochód koncepcyjny wyprodukowany przez Ford Motor Company. Został zaprojektowany na amerykański pokaz w 2005 roku, a nazwę otrzymał ku czci znakomitego kierowcy i projektanta aut sportowych Carrolla Shelby'iego.

## Historia
Ścieżki amerykańskiego Forda i Carolla Shelby zbiegły się na początku lat sześćdziesiątych dwudziestego wieku gdy ten drugi rozpoczął montowanie w pojazdach AC Cobra fordowskich silników i innych elementów pochodzących z USA. Słynną Cobrę zakłady Shelby produkują (równolegle do brytyjskiego AC) do dziś a współpraca firmy z Las Vegas z koncernem z Dearborn rozwija się prężnie tak jak za dawnych lat. W marcu 2001 roku Shelby zaproszono do konsultacji nad konceptem GT40, w kwietniu 2003 rozpoczęto wspólne prace nad prototypem Shelby Cobra a w styczniu 2004 roku ruszyły prace nad kolejnym studyjnym pojazdem, który po raz pierwszy pokazano w sierpniu 2004 roku na słynnym Pabble Beach Concours d'Elegance. Pokaz dla szerszej publiczności miał miejsce w styczniu 2005 roku na salonie w Detroit a wspólne dzieło otrzymało imię Shelby GR-1.
Podzespoły pojazdu oparto na koncepcie Shelby Cobra, który z kolei oparty był na zmodyfikowanym podwoziu z Forda GT. GR1 w przeciwieństwie do otwartej Cobry jest szczelnie zamkniętym, "agresywnym" coupé, czerpiącym inspiracje do swego powstania z historycznego modelu Shelby Daytona z 1964 roku. Szefem projektu tak samo jak przy Cobrze był Manfred Rumpel a pracę powierzono zespołowi APC (Advanced Product Creation). Wytworzeniem mniejszych elementów zajęły się firmy z całego świata (między innymi Goodyear i Siemens oponami i systemem ich monitorowania, Aria częściami wnętrza i karoserii a włoskie Sparco fotelami, kierownicą i pedałami). GR1 wyposażono także w ten sam silnik co poprzedni samochód koncepcyjny (V10 o mocy maksymalnej ponad 600 KM). Po doświadczeniach z współczesnym wcieleniem GT i prototypową Cobrą stworzenie nowego supersportowca poszło Fordowi błyskawicznie i bezboleśnie.
Z zewnątrz największą uwagę zwraca całkowicie aluminiowe, lustrzane nadwozie w tylnej części zakończone ostrym cięciem w stylu GT40. Sama stylistyka tyłu nie ma jednak już wiele wspólnego z utytułowanym przodkiem. Straszą tam pionowe światła, ogromne wyloty powietrza oraz cztery rury wydechowe. Masywnej sylwetce nie brakuje dynamiki nawet podczas postoju. Do środka zapraszają unoszone do góry wzorem motylich skrzydeł drzwi. Dwuosobowe, sportowe wnętrze z karbonowymi fotelami nastawione przede wszystkim na komfort podróżujących wypełniają odcienie szarości płynące ze skórzanych obszyć i obić z alkantry, rozjaśnianie metalicznymi akcentami, przyciemnionymi jednak do dyskretnej szarości. Na wyposażeniu znalazł się między innymi system monitorujący ciśnienie i temperaturę opon oraz demontowany, zaawansowany system audio z funkcją tłumienia szumów i innych hałasów oraz możliwością odtwarzania kilku formatów dźwięku (mp3, audio CD). W oświetleniu zewnętrznym wykorzystano technologię HISS (High Intensity Solid State) o zwiększonej sile światła.
Nad silnikiem V10, umieszczonym z przodu pracowano ponad trzy lata a pierwszorzędnym celem były jego naturalne osiągi - nie bez przyczyny bez żadnego turbodoładowania osiąga on moc aż 613 koni mechanicznych. Jednostka napędowa współpracuje z sześciobiegową przekładnią napędzającą tylą oś. Układ przeniesienia napędu umieszczono z tyłu. Tak samo akumulatory oraz dwa zbiorniki paliwa po 38 litrów każdy. Dzięki takim posunięciom uzyskano bardzo korzystny rozkład masy. GT1 ważący ponad 1,7 tony ma rozpędzać się do 100 km/h w niespełna 4 sekundy i bez większego trudu przekraczać 200 mph (322 km/h). Prędkość maksymalna jest jednak zgodnie z polityką konceptów ograniczona elektronicznie do wartości nie wartej wspomnienia.
Shelby GR1 powstał tylko w jednym egzemplarzu, wartym około 2,2 milionów dolarów. Prawdopodobnie gdyby wszedł do produkcji jego cena byłaby o wiele bardziej przystępna. Tak się nie stało i Ford GT nadal ma tytuł najszybszego, seryjnego auta tej marki i najwspanialszego supersamochodu zza oceanu.

## Dane techniczne
- Rocznik: 2004
- Typ: Prototyp, coupé
- Cena: 2 200 000 $

### Silnik i napęd
- Silnik:   	V10
- Położenie:	przód, centralnie
- Pojemność:	6392 cm³
- Moc:	        613 KM
- Moment obr.:	679 Nm
- Napęd:	        tył
- Skrzynia b.:	6-biegowa manualna

### Wymiary
- Masa: 1770 kg
- Długość: 4412 mm
- Szerokość: 1895 mm
- Wysokość: 1168 mm
- Rozstaw osi: 2540 mm
- R. kół p/t: 1600/1557 mm
- Opony przód: 275/40 R 19
- Opony tył: 345/35 R 19
- Zb. paliwa: 76 l

### Osiągi
- 0-100 km/h: 4 s
- 0-200 km/h: 9,5 s
- 0-300 km/h: 21,3 s
- V-max: 322 km/h
- Śr. spalanie: [] ? l/100km